# Maciej Miechowita

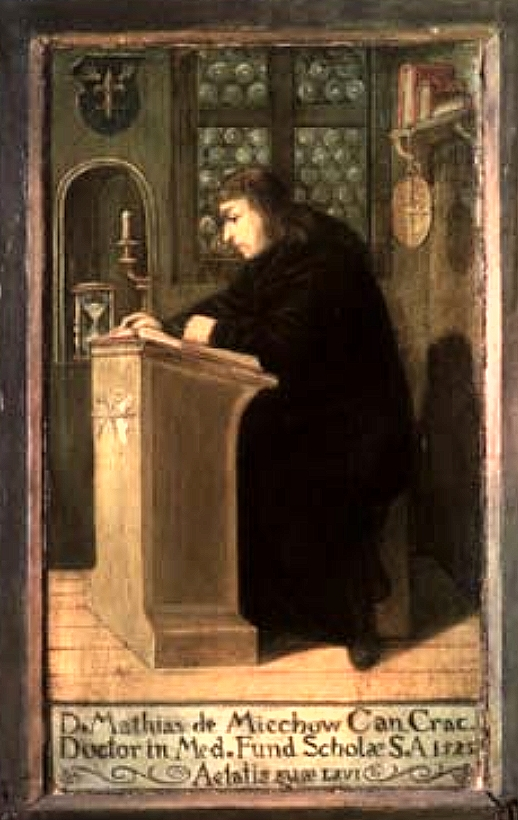
D. Mathias de Miechow Can. Crac. Doctor in Med. Fund Scholae S.A 1525 Aetatis suæ LXVI

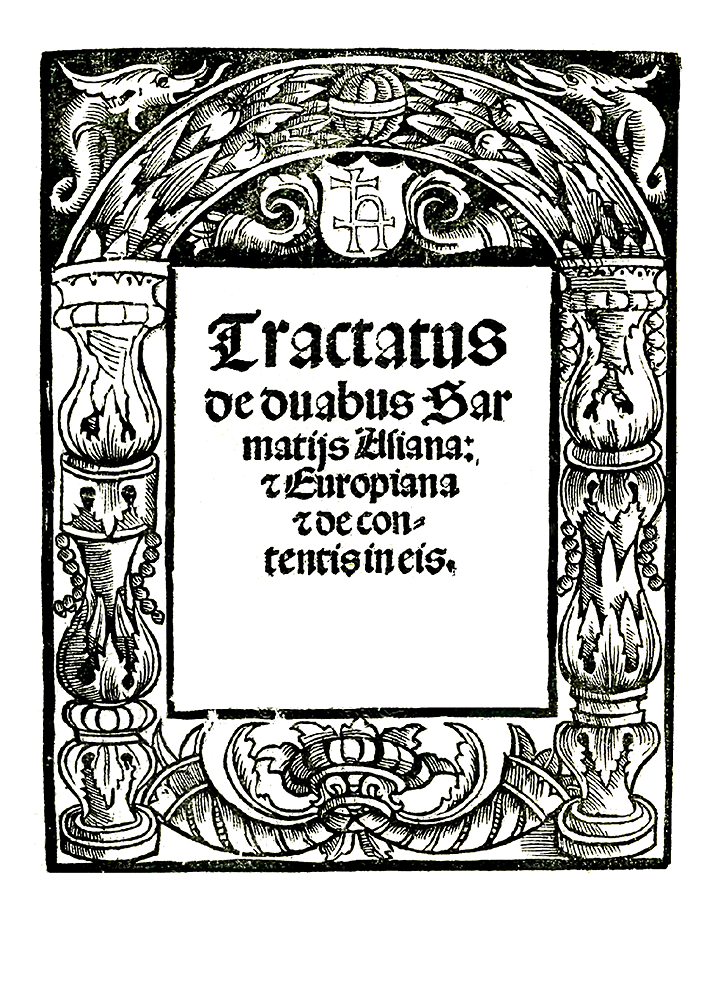
Tractatus de duabus Sarmatiis (Titelseite)

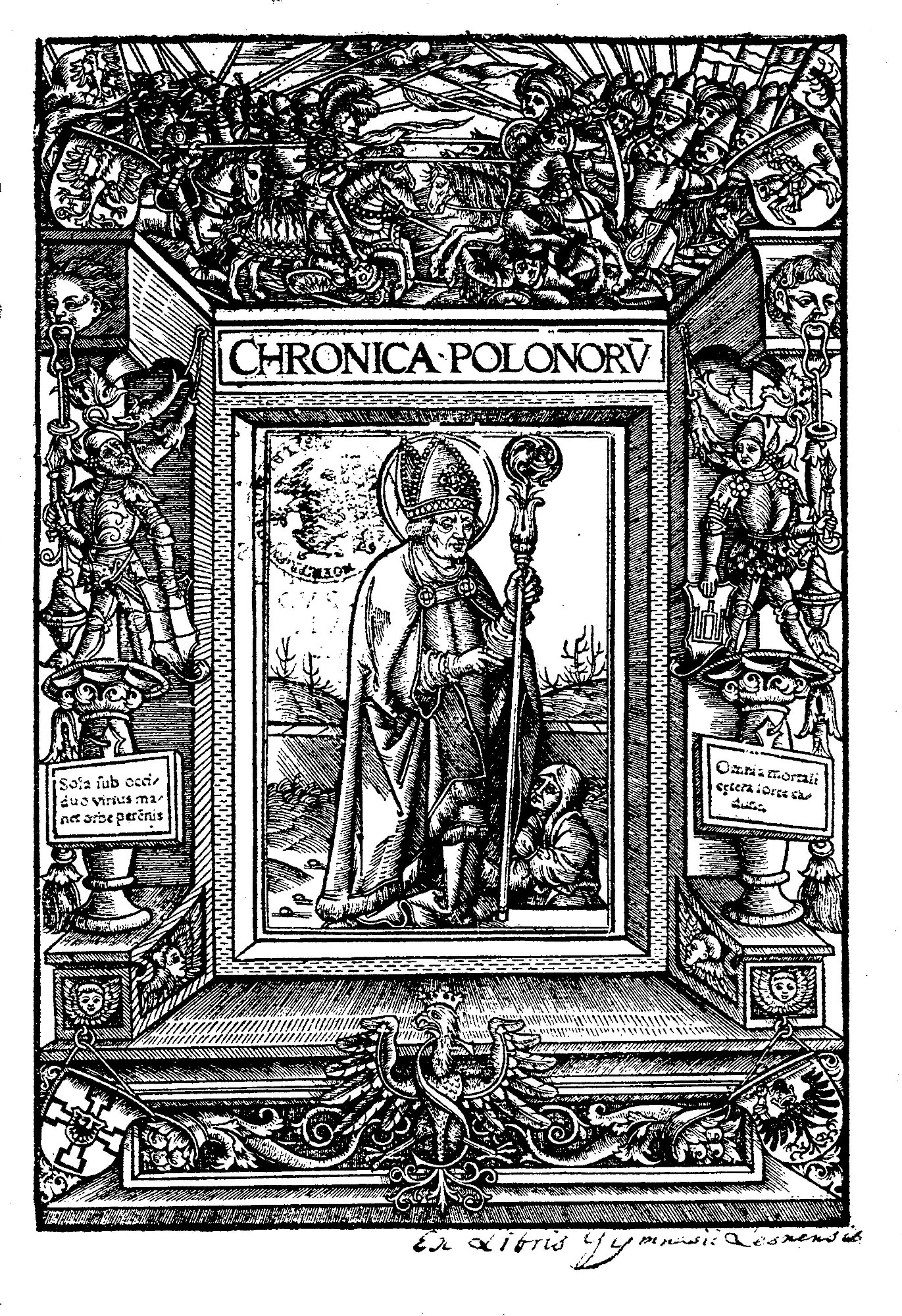
Chronica Polonorum (Titelblatt der Ausgabe von 1521)

Maciej Miechowita (geb. 1457; gest. 8. September 1523) war ein polnischer Historiker, Geograph, Arzt und Wissenschaftsorganisator.
Er lehrte an der Jagiellonen-Universität, der ältesten Universität Polens, und war in mehreren Amtszeiten deren Rektor. Der polnische Renaissance-Gelehrte Maciej Miechowita wurde 1457 geboren. An der Jagiellonen-Universität war er Professor der Medizin.
Er ist der Autor der ersten gedruckten Geschichte Polens, Chronica Polonorum (1519).
Seine zuvor erschienene Abhandlung Tractatus de duabus Sarmatiis Asiana et Europiana et de contentis in eis (deutsch unter dem Titel Tractat von baiden Sarmatien …) wurde erstmals 1517 von Johann Haller in der damaligen Hauptstadt Krakau veröffentlicht. Ins Deutsche übersetzt wurde das Werk von dem prominenten deutschen scholastischen Theologen Johannes Eck, der als einer der wichtigsten Gesprächspartner und theologischen Gegner Martin Luthers gilt. Diese deutsche Übersetzung erschien bereits im Jahr 1518 in Augsburg. Das Werk gewann schnell an Popularität unter europäischen Historikern und Reisenden, die den Tractus als einen Meilenstein in der Konzeptualisierung der europäischen Topographie, Kulturen und Sprachen jener Zeit ansahen. Das Werk fand Aufnahme in der berühmten Sammlung von Reiseberichten Delle navigationi et viaggi (Über Reisen zur See und zu Land) von Giovan Battista Ramusio (1485–1557).
Katharina N. Piechocki hat sich in jüngerer Zeit dem Studium des Tractatus de duabus Sarmatiis und seines Verfassers gewidmet.

## Werke
- Contra saevam pestem regimen accuratissimum : editio trilingua: Latina, Polona, Anglica. 1508
- De sanguinis missione. 1508
- Conservatio sanitates. 1512
- Tractatus de duabus Sarmatiis Asiana et Europiana et de contentis in eis. 1517
  - Tractat Von Baiden Sarmatien Und Andern An Stossenden Landen / In Asia Und Europa / Von Sitten Un Geprauchen Der Volcker So Darinnen Wonen. / Ain Anders Vo Den Landen Scithia Und Den In Wonern Des Selben Lands / Genant Die Chiarchassi. Vast Wunderparlich Zuhoren. Grimm & Wirsung. Augsburg, 1518[3] (Digitalisat)
- Chronica Polonorum. 1519